# Глущенко, Пётр Ефимович
Пётр Ефимович Глущенко (1925 год — 15 июля 1960 года) — гвардии красноармеец, разведчик взвода пешей разведки 115-го гвардейского стрелкового полка 38-й гвардейской Лозовской Краснознамённой стрелковой дивизии 96-го Брестского стрелкового корпуса 70-й армии 2-го Белорусского фронта, полный кавалер Ордена Славы (1945).

## Биография
Родился в 1925 году в городе Славянск ныне Донецкой области Украины в семье рабочего.
В феврале 1942 года призван в РККА, с ноября того же года находился на фронтах Великой Отечественной войны.
17 января 1945 года во время разведки подступов к реке Вкра в 12 километрах к северу от населённого пункта Новы-Двур-Мазовецки разведчик 115-го гвардейского стрелкового полка 38-й гвардейской стрелковой дивизии 70-й армия 2-й Белорусского фронта гвардии рядовой Глущенко вместе с другими солдатами вступил в бой с большой группой солдат противника, в ходе которого уничтожил семерых немецких солдат и взял в плен четверых. Указом Президиума Верховного Совета СССР 8 февраля 1945 года за данный подвиг награждён орденом Славы 3 степени.
В ночь на 8 февраля 1945 года в районе населенных пунктов Езернен и Трутково, находящихся в 40 км к северу от города Быдгощ, вступил в неравный бой с группой разведчиков противника, в результате которого уничтожил около 10 солдат противника. Указом Президиума Верховного Совета СССР 12 апреля 1945 года за данный подвиг награждён орденом Славы 3 степени.
В ходе наступательных боёв за город Гдыня 27 марта 1945 года проник в порт и разведал огневые точки противника, по которым затем был нанесен артиллерийский удар.
Указом Президиума Верховного Совета СССР 29 июня 1945 года  награжден орденом Славы 1 степени, став полным кавалером ордена Славы.
В декабре 1945 года демобилизован в звании старшины. После демобилизации жил в родном Славянске, работал бульдозеристом.
Скоропостижно скончался 15 июля 1960 года.

## Награды
- Орден Славы I степени (1945)
- Орден Славы II степени (1945)
- Орден Славы III степени (1945)
- Медаль За отвагу (1944)